# Max Haller (Ingenieur)

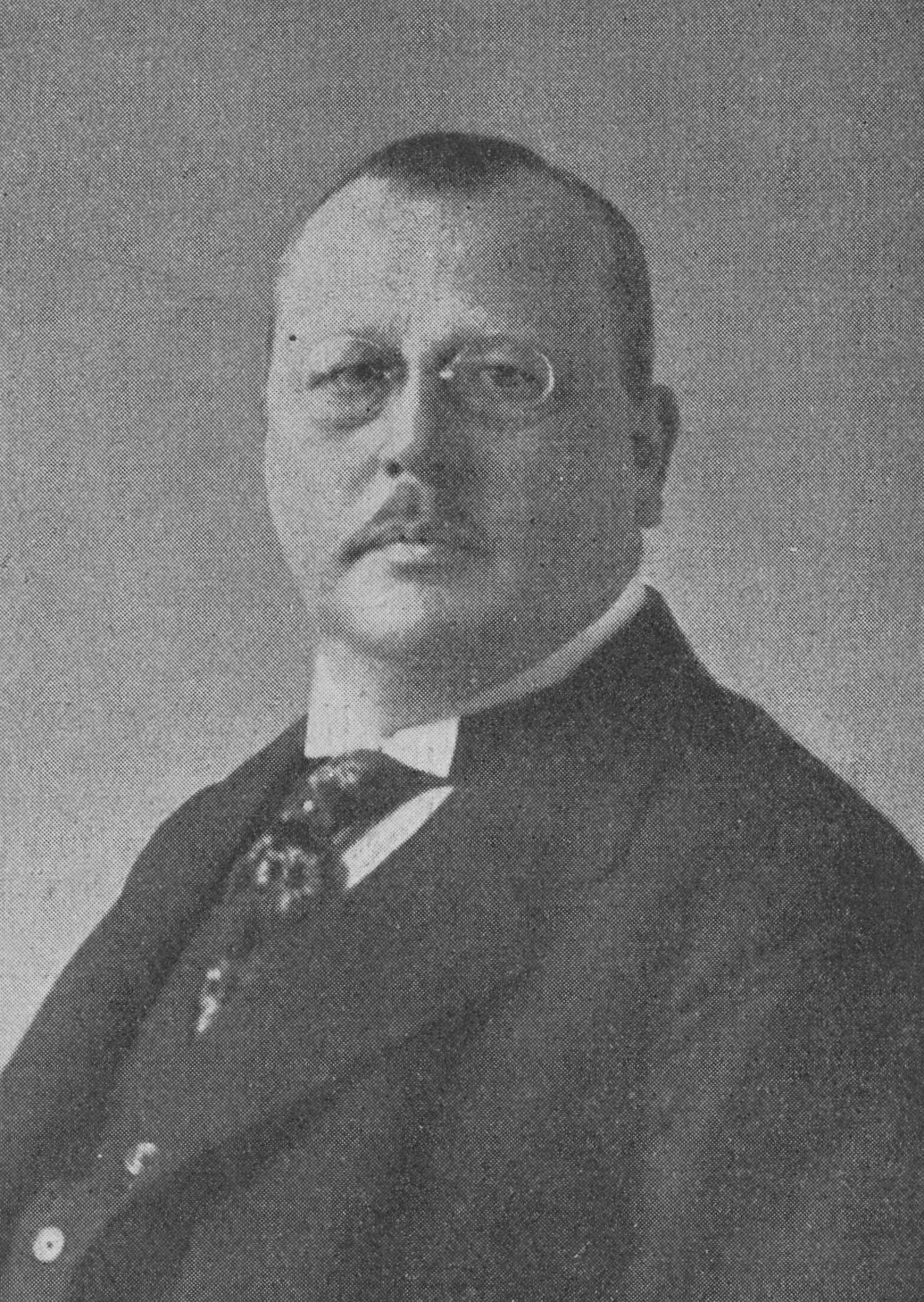
Max Haller, um 1929

Max Haller (* 23. März 1867 in Berlin; † 26. Mai 1935 ebenda; vollständiger Name: Wilhelm August Max Haller) war ein deutscher Ingenieur und Manager. 

## Leben
Nach dem Studium an der Technischen Hochschule Charlottenburg absolvierte er ein Praktikum bei der Berliner Maschinenfabrik und der Heizungsfirma Rietschel & Henneberg. 1893 begann er als Heizungsingenieur in der Firma Gebrüder Körting AG und wurde dort bereits nach fünf Jahren Direktor. 1911 wechselte er als technischer Leiter zur Siemens-Tochtergesellschaft Protos Automobile GmbH. Im folgenden Jahr wurde er als Prokurist der Siemens-Schuckertwerke tätig. Unter Verlagerung seiner Aufgaben auf das Gebiet der Lösung wirtschaftlicher Fragen übernahm er 1915 die Leitung des Zentraleinkaufs. 1916 wurde er stellvertretender Geschäftsführer der Siemens-Schuckertwerke und war von 1917 bis 1920 Vorstandsmitglied der Siemens & Halske AG und der Siemens-Schuckertwerke. Schließlich oblag ihm ab 1918 als Direktor die Zentralfinanzverwaltung des gesamten Konzerns. Hier führte er zur Vermeidung von Verlusten durch die Inflation unter anderem bereits 1920 Goldmark-Bilanzen bei Siemens ein und schuf nach Beendigung der Inflation Verbindungen zum US-amerikanischen Kapitalmarkt (unter anderem mit Participating Debentures). Seit 1926 war er Mitglied der Kaiser-Wilhelm-Gesellschaft zur Förderung der Wissenschaften. Weiterhin war er Mitglied des Reichskohlenrates, der Zulassungsstelle der Berliner Börse, des Vorstands der Deutschen elektronischen Industrie sowie zahlreicher anderer öffentlicher Korporationen. Außerdem gehörte er den Aufsichtsräten zahlreicher Unternehmen an, u. a. der Eisenbahn-Signal-Bauanstalt vorm. Max Jüdell, der Siemens-Plania-Werke, der Eisenwerke Gaggenau sowie der Vereinigten Lausitzer Glaswerke. Am 29. Juli 1932 wurde ihm von der Technischen Hochschule Aachen die Ehrendoktorwürde verliehen. Verheiratet war er mit Elsbeth Wiens (1871–1937).
1929 wurde er Mitglied der Gesellschaft der Freunde, aus der er 1933 wieder austrat.
Seine letzte Ruhestätte (mit einem Grabdenkmal von Hermann Hosaeus) befindet sich auf dem Südwestkirchhof Stahnsdorf.

## Schriften
- Die Verluste der deutschen Privatwirtschaft durch die Inflation. 1924. (= Sonderdruck aus Wärme- und Kältetechnik, Heft 5)
- Kapital und Arbeit im industriellen Betrieb. (Volkswirtschaftliche Studie) Berlin 1926.
- Leistungsfähigkeit der deutschen Wirtschaft und Dawes-Plan. Berlin 1929.